# Liste der Baudenkmäler in Painten
Auf dieser Seite sind die Baudenkmäler in dem niederbayerischen Markt Painten zusammengestellt. Diese Tabelle ist eine Teilliste der Liste der Baudenkmäler in Bayern. Grundlage ist die Bayerische Denkmalliste, die auf Basis des Bayerischen Denkmalschutzgesetzes vom 1. Oktober 1973 erstmals erstellt wurde und seither durch das Bayerische Landesamt für Denkmalpflege geführt wird. Die folgenden Angaben ersetzen nicht die rechtsverbindliche Auskunft der Denkmalschutzbehörde.

## Baudenkmäler nach Gemeindeteilen

### Painten
| Lage                           | Objekt                            | Beschreibung | Akten-Nr.     | Bild            |
| ------------------------------ | --------------------------------- | --- | ------------- | --------------- |
| Eichelbergweg 11 (Standort)    | Ehemaliges Forstassessorenhaus    | Zweigeschossiger Satteldachbau mit winkelförmigem Grundriss, liegender Dachstuhl mit handbehauenen Balken, Holznägeln und profilierten Pfetten- und Sparrenköpfen, Keller Kreuzgratgewölbe und Sandsteineinfassungen an Türen und Fenstern, zweite Hälfte 19. Jahrhundert Barockes Backhaus, geräumiger Kalksteinbau mit umlaufendem Gesims, Tonnengewölbe, Wasserabflussrinne aus Kalkstein, Kalkplattendach, um 1800 | D-2-73-159-18 | BW              |
| Maierhofer Straße 1 (Standort) | Katholische Pfarrkirche St. Georg | Neubarocke Anlage, 1899/1901; mit Ausstattung | D-2-73-159-2  | weitere Bilder  |
| Marktplatz 7 (Standort)        | Wohnhaus                          | Altmühljura-Typ, mit Kalkplattendach, Torbogen-Hofeinfahrt, um Mitte 19. Jahrhundert | D-2-73-159-3  | Wohnhaus        |
| Marktplatz 21 (Standort)       | Hausfigur Madonna                 | Barock | D-2-73-159-5  | BW              |
| Marktplatz 25 (Standort)       | Brauereigasthof                   | Zweigeschossiger Steilgiebelbau mit Bodenerker, im Kern 17./18. Jahrhundert | D-2-73-159-7  | Brauereigasthof |

### Maierhofen
| Lage                      | Objekt                           | Beschreibung                                                                           | Akten-Nr.     | Bild                             |
| ------------------------- | -------------------------------- | -------------------------------------------------------------------------------------- | ------------- | -------------------------------- |
| Am Schloss 4 (Standort)   | Katholische Kirche St. Sebastian | ehemalige Schlosskirche, 1713 errichtet; mit Ausstattung                               | D-2-73-159-9  | Katholische Kirche St. Sebastian |
| Am Schloss 5 (Standort)   | Schloss                          | massiver zweigeschossiger Satteldachbau mit polygonalen Ecktürmen, wohl um 1600 erbaut | D-2-73-159-10 | weitere Bilder                   |
| Forststraße 13 (Standort) | Kleinbauernhaus                  | Altmühljura-Typ, erdgeschossig, erste Hälfte 19. Jahrhundert                           | D-2-73-159-11 | BW                               |
| Forststraße 26 (Standort) | Kleinbauernhaus                  | erdgeschossiger Satteldachbau, 18. Jahrhundert                                         | D-2-73-159-12 | BW                               |

### Neulohe
| Lage                  | Objekt                  | Beschreibung                                                                  | Akten-Nr.     | Bild |
| --------------------- | ----------------------- | ----------------------------------------------------------------------------- | ------------- | ---- |
| Neulohe 21 (Standort) | Zugehöriger Stallstadel | in Ständerriegelwerk und in Blockbauweise, 1712 (dendrochronologisch datiert) | D-2-73-159-13 | BW   |

### Rothenbügl
| Lage                    | Objekt                         | Beschreibung             | Akten-Nr.     | Bild                           |
| ----------------------- | ------------------------------ | ------------------------ | ------------- | ------------------------------ |
| Rothenbügl 5 (Standort) | Katholische Kapelle Maria Hilf | 1749–51; mit Ausstattung | D-2-73-159-16 | Katholische Kapelle Maria Hilf |

## Ehemalige Baudenkmäler
In diesem Abschnitt sind Objekte aufgeführt, die früher einmal in der Denkmalliste eingetragen waren, jetzt aber nicht mehr. Objekte, die in anderem Zusammenhang also z. B. als Teil eines Baudenkmals weiter eingetragen sind, sollen hier nicht aufgeführt werden. Aktennummern in diesem Abschnitt sind ehemalige, jetzt nicht mehr gültige Aktennummern.

| Lage                                | Objekt   | Beschreibung | Akten-Nr.     | Bild     |
| ----------------------------------- | -------- | --- | ------------- | -------- |
| Painten Marktplatz 11 (Standort)    | Wohnhaus | Altmühljura-Typ, stattliche Anlage, Kalkplattendach, wohl 1837                                                              | D-2-73-159-4  | Wohnhaus |
| Painten Marktplatz 24 (Standort)    | Wohnhaus | Giebelbau, zweigeschossig, erste Hälfte 19. Jahrhundert                                                                     | D-2-73-159-6  | BW       |
| Rothenbügl Rothenbügl 22 (Standort) | Wohnhaus | altertümlicher Bruchsteinbau in Jura-Bauweise, mit Kalkplattendach, eineinhalbgeschossig, wohl erste Hälfte 19. Jahrhundert | D-2-73-159-17 | BW       |

## Abgegangene Baudenkmäler
In diesem Abschnitt sind Objekte aufgeführt, die früher einmal in der Denkmalliste eingetragen waren, jetzt aber nicht mehr existieren, z. B. weil sie abgebrochen wurden. Aktennummern in diesem Abschnitt sind ehemalige, jetzt nicht mehr gültige Aktennummern.

| Lage                                   | Objekt     | Beschreibung                                  | Akten-Nr.    | Bild |
| -------------------------------------- | ---------- | --------------------------------------------- | ------------ | ---- |
| Painten Kelheimer Straße 32 (Standort) | Bauernhaus | Altmühljura-Typ, erste Hälfte 19. Jahrhundert | D-2-73-159-1 | BW   |